# Механика разрушения твёрдых тел
Меха́ника разруше́ния твёрдых тел — раздел физики твёрдого тела, изучающий закономерности зарождения и роста трещин. В механике разрушения широко используется аппарат теории упругости, теории пластичности, материаловедения.
Основы механики разрушения были заложены публикацией Аланом Гриффитсом результатов исследования разрушения стеклянных образцов. Под действием нагрузки в теле запасается потенциальная энергия упругой деформации (например, при растяжении пружины), а при росте трещины часть потенциальной энергии освобождается. Гриффитc показал, что рост трещины возможен только в том случае, если при её росте выделится больше энергии, чем требуется для образования новых поверхностей при росте трещины (то есть для разрыва межатомных связей в вершине трещины). Этот подход получил название энергетического критерия хрупкого разрушения.

### Персоналии
- Гриффитс А. А. (Griffith, A. A.)
- Ирвин Г. Р. (Irwin, G. R.)
- Черепанов Г. П. (недоступная ссылка)
- Морозов Е. М. (недоступная ссылка)
- Внук Майкл (Wnuk, M. P.) (недоступная ссылка)
- Орован Е. (Orowan, E.)
- Райс Дж. Р. (Rice, J. R.)
- Леонов М. Я.
- Морозов Н. Ф.
- Гогоци Г. А.